# Cryptops relictus
Cryptops relictus är en mångfotingart som beskrevs av Chamberlin R. 1920. Cryptops relictus ingår i släktet Cryptops och familjen Cryptopidae.
Artens utbredningsområde är Fiji. Inga underarter finns listade i Catalogue of Life.